# Efraín Alegre

Efraín Alegre 2022

Pedro Efraín Alegre Sasiain (* 18. Januar 1963 in San Juan Bautista) ist ein paraguayischer Politiker der Partido Liberal Radical Auténtico. Zwischen 2008 und 2011 war er Minister für Öffentliche Bauten und Kommunikation unter Staatspräsident Fernando Lugo. Zuvor war er als Abgeordneter und Senator im Nationalkongress Paraguays tätig gewesen. Er war Kandidat bei den Präsidentschaftswahlen 2013, 2018 und 2023, unterlag jedoch jeweils als Zweitplatzierter den Kandidaten der regierenden Partido Colorado.

## Karriere
Nach seinem Studium der Rechtswissenschaften an der Universidad Católica Nuestra Señora de la Asunción begann er an der Universidad del Norte als Dozent zu arbeiten. 1991 wurde er im Alter von 28 Jahren ins Richteramt berufen und arbeitete für zwei Jahre als Richter in Asunción. Zwischen 1993 und 1998 arbeitete er für Luis Alberto Wagner in der Regierung des Departamento Central.
1998 wurde Alegre für das Departamento Central in die Abgeordnetenkammer Paraguays gewählt. Dort war er zwei vollständige Amtsperioden bis 2008 tätig. Zwischen 2000 und 2001 war er Präsident der Abgeordnetenkammer. Bei den Parlamentswahlen 2008 wurde Alegre schließlich in den Senat seines Landes gewählt. Nach nur anderthalb Monaten trat er zurück, um am 15. August 2008 Minister für Öffentliche Bauten und Kommunikation unter Staatspräsident Fernando Lugo zu werden. Im Juni 2011 wurde er allerdings von Staatspräsident Lugo entlassen und durch Cecilio Pérez ersetzt.
Im August 2012 beschloss er, bei der Präsidentschaftswahl 2013 als Kandidat der Partido Liberal Radical Auténtico anzutreten. Mit 39,05 % der Stimmen konnte er hinter Wahlgewinner Horacio Cartes die zweitmeisten Stimmen erhalten. In der Folge hatte Alegre kein politisches Amt inne, bis er im Juni 2016 zum Präsidenten der Partido Liberal Radical Auténtico gewählt wurde. Bei der Präsidentschaftswahl 2018 trat er erneut für seine Partei und das Wahlbündnis GANAR an. Auch diesmal konnte er mit 45,08 % der Stimmen nur den zweitgrößten Anteil erzielen und musste sich Mario Abdo Benítez geschlagen geben.
Im Februar 2022 kündigte er seine dritte Präsidentschaftskandidatur für die Wahlen im folgenden Jahr an. Diesmal konnte er mit der Concertacion Nacional ein großes Wahlbündnis aus 23 Parteien hinter sich vereinen. In den Wahlumfragen lag er vor der Wahl knapp hinter Santiago Peña von der regierenden Partido Colorado, dem er schließlich auch unterlag.